# جوناثان سكولر
جوناثان سكولر (مواليد 3 أغسطس 1959) (بالإنجليزية: Jonathan Schooler)‏ هو عالم نفسي أمريكي وأستاذ علوم النفس والدماغ بجامعة كاليفورنيا (سانتا باربرا). تتعلق أبحاثه بمواضيع مختلفة تتقاطع مع جوانب علم النفس المعرفي والفلسفة مثل: الإيمان بحرية الإرادة، الذاكرة، الإبداع، العاطفة.

## روابط خارجية
- الموقع الرسمي
- Google Scholar Report